# Cerro Agujerado
Cerro Agujerado är en ort i Mexiko.   Den ligger i kommunen Contepec och delstaten Michoacán de Ocampo, i den sydöstra delen av landet, 120 km nordväst om huvudstaden Mexico City. Cerro Agujerado ligger 2 398 meter över havet och antalet invånare är 182.
Terrängen runt Cerro Agujerado är huvudsakligen kuperad, men västerut är den platt. Runt Cerro Agujerado är det ganska tätbefolkat, med 96 invånare per kvadratkilometer. Närmaste större samhälle är Temascalcingo de José María Velazco, 17,1 km öster om Cerro Agujerado. Trakten runt Cerro Agujerado består till största delen av jordbruksmark.